# Округ Бејкон (Џорџија)
Бејкон (енгл. Bacon County) је округ у америчкој савезној држави Џорџија.

## Демографија
По попису из 2010. године број становника је 11.096, што је 993 (9,8%) становника више него 2000. године.
| Група             | 2000.         | 2010.         |
| Белци             | 8.068 (79,9%) | 8.431 (76,0%) |
| Афроамериканци    | 1.586 (15,7%) | 1.704 (15,4%) |
| Азијати           | 30 (0,3%)     | 38 (0,3%)     |
| Хиспаноамериканци | 342 (3,4%)    | 791 (7,1%)    |
| Укупно            | 10.103        | 11.096        |